# Masakra na wzgórzu 303
Masakra na wzgórzu 303 (kor. 303 고지 학살 사건) – zbrodnia wojenna, która miała miejsce w czasie wojny koreańskiej 17 sierpnia 1950 roku na nienazwanym wzgórzu o wysokości 303 m n.p.m. pod miastem Waegwan w Korei Południowej. 42 jeńców wojennych z Armii Stanów Zjednoczonych zostało rozstrzelanych przez oddziały Koreańskiej Armii Ludowej podczas jednego z wielu starć w czasie obrony worka pusańskiego.
Operujące w pobliżu miasta Taegu elementy 2. batalionu 5 Pułku Kawalerii amerykańskiej 1 Dywizji Kawalerii zostały otoczone przez żołnierzy północnokoreańskich przekraczających rzekę Naktong pod wzgórzem 303. Większość żołnierzy amerykańskich zdołała wycofać się ze wzgórza, ale jeden pluton operatorów moździerzy błędnie zidentyfikował nadciągające oddziały wroga jako posiłki ze strony sojuszniczej Armii Republiki Korei i został schwytany. Żołnierze Koreańskiej Armii Ludowej trzymali Amerykanów na wzgórzu i początkowo próbowali przerzucić ich przez rzekę oraz wycofać z obszaru działań wojennych, ale nie byli w stanie tego zrobić z powodu amerykańskich kontrataków. Gdy północni Koreańczycy zostali ostatecznie odparci i zaczęli się wycofywać, jeden z ich oficerów rozkazał rozstrzelać jeńców, aby ci nie spowalniali ich odwrotu.
Masakra wywołała silną reakcję po obu stronach konfliktu. Dowódcy amerykańscy nadawali wiadomości radiowe i zrzucali za liniami wroga ulotki, w których domagali się od wyższych rangą dowódców północnokoreańskich pociągnięcia do odpowiedzialności autorów zbrodni. Dowódcy północnokoreańscy, zaniepokojeni tym, jak ich żołnierze traktują jeńców wojennych, sformułowali surowsze wytyczne dotyczące postępowania z jeńcami wroga. Mimo to nadal dochodziło do aktów przemocy. Po zakończeniu wojny, żołnierze amerykańscy stacjonujący w Camp Carroll zbudowali pomnik na wzgórzu 303, aby uczcić ofiary masakry.

## Tło sytuacyjne

### Początek wojny koreańskiej
Po inwazji Korei Północnej na Koreę Południową i wybuchu wojny koreańskiej 25 czerwca 1950 roku Organizacja Narodów Zjednoczonych postanowiła włączyć się w konflikt po stronie Korei Południowej. Stany Zjednoczone w imieniu ONZ jako pierwsze wysłały siły lądowe na Półwysep Koreański w celu odparcia inwazji komunistów i zapobieżenia upadkowi Korei Południowej.
24 Dywizja Piechoty była pierwszą jednostką amerykańską wysłaną do Korei. Formacja ta miała przyjąć na siebie impet uderzenia wroga, opóźniając znacznie liczniejsze jednostki północnokoreańskie, aby zyskać czas na sprowadzenie posiłków. W rezultacie dywizja walczyła sama przez kilka tygodni, próbując opóźnić komunistów i dając czas na zajęcie pozycji przez 1 Dywizję Kawalerii oraz 7 i 25 Dywizję Piechoty wraz z innymi jednostkami pomocniczymi 8 Armii. Wysunięte elementy 24 Dywizji Piechoty, znane jako Task Force Smith, zostały dotkliwe pobite w bitwie pod Osanem 5 lipca, pierwszym w historii starciu pomiędzy wojskami USA i Korei Północnej. Miesiąc po tej klęsce 24 Dywizja Piechoty była bardzo osłabiona i wciąż spychana na południe przez przeważające liczebnie i technicznie siły komunistyczne w walkach wokół Chochiwon, Chonan i Pyongtaek. 24 Dywizja stoczyła ostateczną bitwę pod Taejon, gdzie została prawie całkowicie zniszczona, ale zatrzymała siły północnokoreańskie do 20 lipca. Do tego czasu siły bojowe 8 Armii dzięki napływającym posiłkom były już mniej więcej równe siłom komunistycznym atakującym worek pusański, a nowe jednostki ONZ przybywały wciąż każdego dnia.
Po zdobyciu Taejon, Koreańska Armia Ludowa zaczęła otaczać worek pusański, przygotowując się do uderzenia na całej linii frontu.

### Worek pusański pod Taegu

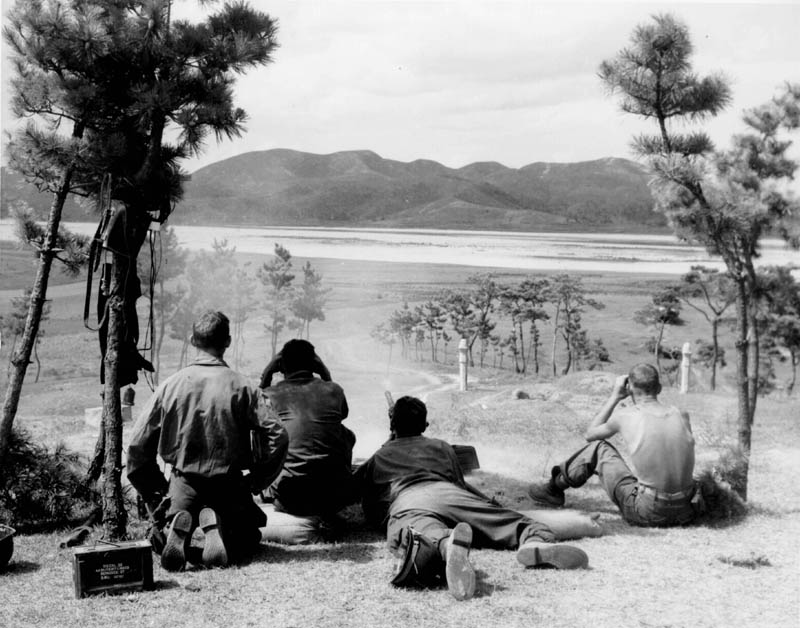
Żołnierze 1 Dywizji Kawalerii ostrzeliwują wojska północnokoreańskie przekraczające rzekę Naktong podczas bitwy pod Taegu

Dowódca 8 Armii, gen. Walton Walker, ustanowił Taegu kwaterą główną 8 Armii. Położone dokładnie w centrum worka pusańskiego, Taegu stało u wejścia do doliny rzeki Naktong, obszaru, po którym duże siły północnokoreańskie mogły iść swobodnie naprzód, wspierając się nawzajem ogniem. Naturalne przeszkody zapewniane przez rzekę Naktong na południu i górzysty teren na północy zbiegały się wokół Taegu, które było również głównym węzłem komunikacyjnym i ostatnim dużym miastem Korei Południowej poza samym Pusanem, które pozostało w rękach sił ONZ. Od południa do północy miasto było bronione przez 1 Dywizję Kawalerii oraz południowokoreańską 1 i 6 Dywizję Piechoty. 1 Dywizja Kawalerii, pod dowództwem gen. por. Hobarta Gaya, została rozmieszczona w linii wzdłuż rzeki Naktong na południu, a jej 5 i 8 Pułk Kawalerii utrzymywały 24-kilometrowy odcinek wzdłuż rzeki, podczas gdy 7 Pułk Kawalerii pozostawał w rezerwie wraz z siłami artylerii, gotowymi do przeniesienia się wszędzie tam, gdzie wróg podejmie próbę przełamania obrony.
Naprzeciwko sił ONZ w Taegu zebrało się pięć dywizji północnokoreańskich, z południa na północ: 10, 3, 15, 13, i 1 Dywizja Piechoty zajmowały linię od Tuksong-dong i wokół Waegwan do Kunwi. Komuniści planowali wykorzystać naturalny korytarz doliny Naktong od Sangju do Taegu jako główną oś ataku dla kolejnej ofensywy na południe. Atak wspierały również elementy 105 Dywizji Pancernej.
Od 5 sierpnia dywizje te zainicjowały liczne próby przeprawy, aby zaatakować siły ONZ po drugiej stronie rzeki, próbując zdobyć Taegu i zniszczyć ostatnią linię obronną sił ONZ. Wojska amerykańskie odniosły sukces w odpieraniu ataków północnych Koreańczyków dzięki dobremu wyszkoleniu i wsparciu artylerii, lecz siły południowokoreańskie nie były tak skuteczne. W tym czasie zaczęły pojawiać się pojedyncze raporty i pogłoski o zbrodniach wojennych popełnianych przez obie strony.

### Geografia wojskowa
Wzgórze 303 tworzy ma kształt wydłużonego owalu o długości 3,2 km na osi północno-południowo-zachodniej z maksymalną wysokością 303 m n.p.m. Jest to pierwsze wzgórze na północ od Waegwan, a jego południowe zbocze schodzi na skraj miasta. Wzniesienie zapewnia punkt obserwacyjny na całe Waegwan, sieci dróg wychodzących z miasta, mosty kolejowe i drogowe przez rzekę oraz długie odcinki doliny rzeki na północy i południu. Jej zachodnie zbocze kończy się na wschodnim brzegu rzeki Naktong. Z Waegwan jedna droga biegnie na północ i południe wzdłuż wschodniego brzegu Naktong, kolejna na północny wschód przez góry w kierunku Tabu-dong i jeszcze jedna na południowy wschód w kierunku Taegu. Wzgórze 303 było strategicznie ważnym elementem ukształtowania miejscowego terenu pod kątem kontrolowania głównej linii kolejowej Pusan-Seul i skrzyżowania autostrad przechodzącej nad rzeką Naktong, jak również samego miasta Waegwan.

## Masakra
Dokładne szczegóły masakry do dziś budzą wątpliwości. Jej znany opis oparty jest na relacjach czterech żołnierzy amerykańskich, którzy ją przeżyli. Trzech schwytanych później żołnierzy północnokoreańskich, wskazanych przez ocalałych jako uczestnicy zbrodni, również przedstawiło sprzeczne relacje o tym, co się stało.

### Natarcie północnokoreańskie

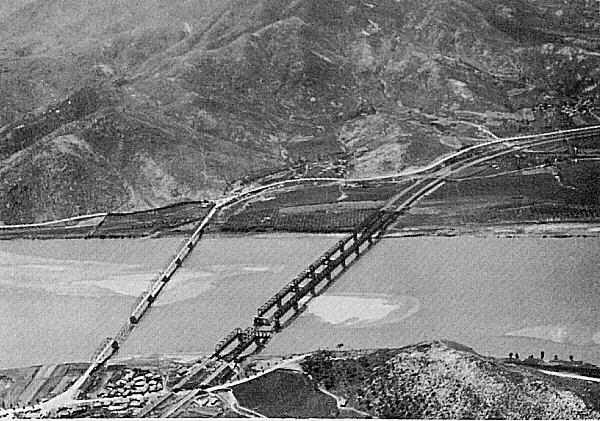
Most Waegwan (zawalony) nad rzeką Naktong. Wzgórze 303 jest widoczne w prawym dolnym rogu zdjęcia

Najbardziej wysuniętym na północ pododdziałem w sektorze 1 Dywizji Kawalerii była kompania G 5 Pułku Kawalerii. Utrzymywała ona wzgórze 303, najdalszą pozycję na skrajnej prawej flance 8 Armii. Na północ od nich stacjonowała południowokoreańska 1 Dywizja.
Przez kilka dni wywiad sił ONZ donosił o dużych siłach Koreańskiej Armii Ludowej koncentrujących się w Naktong, naprzeciwko południowokoreańskiej 1 Dywizji. Wcześnie rano 14 sierpnia północnokoreański pułk przekroczył Naktong 9,7 km na północ od Waegwan w sektorze 1 Dywizji wykorzystując most podwodny. Krótko po północy siły południowokoreańskie na wzniesieniu na północ od linii rozgraniczenia pomiędzy jednostkami amerykańskimi i koreańskimi zostały zaatakowane przez komunistów. Po świcie nalot z powietrza częściowo zniszczył most podwodny. Atak północnych Koreańczyków dotarł już jednak daleko na południe i do godziny 12:00 ogień z północnokoreańskiej broni ręcznej dosięgnął kompanię G 5 Pułku Kawalerii na wzgórzu 303. Zamiast ruszyć na wschód w góry, jak to miało miejsce w przypadku poprzednich prób przeprawy, komuniści tym razem skierowali się na południe, w stronę Waegwan.
15 sierpnia o godz. 3:30 nad ranem żołnierze kompanii G na wzgórzu 303 zauważyli 50 żołnierzy północnokoreańskiej piechoty wspieranych przez dwa czołgi T-34 poruszające się na południe drogą wzdłuż rzeki u podnóża wzgórza. Zauważyli także kolejną kolumnę poruszającą się na ich tyłach, która szybko zaatakowała kompanię F ogniem z broni ręcznej. Aby uniknąć okrążenia, kompania F wycofała się na południe, lecz kompania G nie zrobiła tego. O 8:30 komuniści całkowicie otoczyli ją oraz wspierający ją ogniem pluton moździerzy z kompanii H na wzgórzu 303. Odsiecz, złożona z kompanii B 5 Pułku Kawalerii i plutonu czołgów, próbowała dotrzeć do kompanii G, ale nie była w stanie przebić się przez siły północnokoreańskie otaczające wzgórze 303.

### Schwytanie żołnierzy amerykańskich
Według relacji ocalałych, przed świtem 15 sierpnia pluton moździerzy z kompanii H dowiedział się o aktywności wroga w pobliżu wzgórza 303. Dowódca plutonu zatelefonował do kompanii G 5 Pułku Kawalerii, która poinformowała go, że pluton składający się z 60 żołnierzy południowokoreańskich dotrze niebawem w celu wzmocnienia ich. Później tego poranka pluton zobaczył na drodze pod nimi dwa północnokoreańskie T-34, a za nimi 200 lub więcej żołnierzy wroga. Nieco później na stoku pojawiła się grupa Koreańczyków. Amerykański patrol, który miał spotkać się z południowokoreańską odsieczą, zawołał do nich i otrzymał w odpowiedzi serię z broni automatycznej. Nie wiedząc o tym, dowódca plutonu moździerzy, por. Jack Hudspeth, uznał, że nadchodzą sojusznicy. Część z amerykańskich żołnierzy na głównej pozycji zdała sobie sprawę, że zbliżający się oddział to komuniści (co potwierdzili szeregowi Fred Ryan i Roy Manring, kiedy w 1999 roku ponownie odwiedzili stare pole bitwy). Por. Hudspeth zabronił im jednak strzelać i zagroził sądem wojennym, jeśli to zrobią. Reszta obserwujących tę sytuację Amerykanów nie była przekonana, że zbliżający się ludzie to żołnierze wroga, dopóki nie zobaczyli na ich czapkach polowych czerwonych gwiazd. W tym czasie nacierający byli już bardzo blisko pozycji amerykańskich. Komuniści zbliżyli się do amerykańskich okopów bez oddania jednego strzału przez żadną ze stron. Hudspeth rozkazał swojemu plutonowi poddać się bez walki, ponieważ wróg był znacznie liczniejszy od nich. Szacunki dotyczące liczby schwytanych żołnierzy amerykańskich wahają się od 31 do 42. Zostali oni pojmani przez 4. kompanię 2. batalionu 206 Pułku Piechoty Zmechanizowanej 105 Dywizji Pancernej. Żołnierze północnokoreańscy przenieśli swoich jeńców w dół wzgórza po zabraniu od nich broni i wszelkich kosztowności. W pobliskim sadzie związali więźniom ręce za plecami, zabrali część ich odzieży i zdjęli buty. Powiedzieli im, że jeśli będą się dobrze zachowywać, zostaną wysłani do obozu jenieckiego w Seulu.

### Uwięzienie

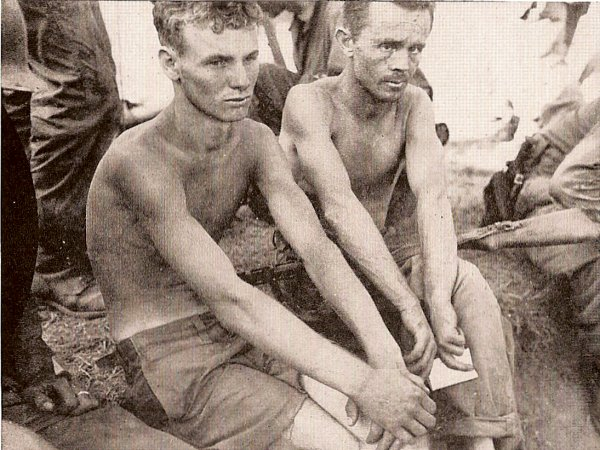
Ocalali z masakry

Żołnierze, którzy wzięli Amerykanów do niewoli, nie strzegli ich przez następne dwa dni. Istnieją dowody na to, że wartę przy jeńcach pełnili żołnierze 3 Dywizji. Podczas pierwszej nocy w niewoli Koreańczycy dali amerykańskim jeńcom wodę, owoce i papierosy. Ocalali twierdzili, że to było jedyne pożywienie, jakie wróg dał im w ciągu trzech dni ich uwięzienia. Amerykanie wykopali dziury w piasku, aby znaleźć pod gruntem większą ilość wody. Komuniści zamierzali przenieść ich za Naktong tej nocy, ale ostrzał amerykańskiej artylerii w miejscach przepraw uniemożliwił bezpieczny ruch. W nocy dwóch Amerykanów poluzowało wiązania swoich rąk, powodując pewne zamieszanie. Żołnierze północnokoreańscy zagrozili, że zastrzelą Amerykanów, jeśli się rozwiążą, ale według relacji jednego z ocalałych, nieprzyjacielski oficer zastrzelił jednego ze swoich ludzi za te groźby. Dwóch schwytanych amerykańskich oficerów – por. Hudspeth, dowódca plutonu moździerzy i por. Cecil Newman, wysunięty obserwator artyleryjski, według zeznań szer. Freda Ryana, rozmawiali ze sobą o planie ucieczki. Obaj uciekli w nocy, ale zostali schwytani i rozstrzelani. Koreańczycy próbowali ukryć Amerykanów w ciągu dnia i przenieść ich w nocy, ale kontrataki sił amerykańskich uniemożliwiły to.
Następnego dnia, 16 sierpnia, jeńcy zostali przeniesieni wraz ze swoimi strażnikami. Jeden z żołnierzy, kpr. Roy L. Day Jr., mówił po japońsku i potrafił porozumieć się z niektórymi Koreańczykami. Tego popołudnia dowiedział się, że północnokoreański porucznik powiedział swoim żołnierzom, iż wyda rozkaz zabicia jeńców, jeśli siły amerykańskie zbliżą się nadmiernie. Później tego samego dnia siły amerykańskie zaczęły ponownie atakować wzgórze 303, aby odzyskać straconą pozycję. Kompania B i kilka amerykańskich czołgów po raz drugi próbowało odbić wzgórze, na którym stacjonował wówczas 700-osobowy batalion. 61. batalion artylerii polowej i elementy 82. batalionu artylerii polowej ostrzeliwały wzgórze w ciągu dnia. Tej nocy kompania G zdołała uciec ze wzgórza 303. Strażnicy zabrali pięciu więźniów amerykańskich; inni nie wiedzieli, co się z nimi stało.
Przed świtem 17 sierpnia żołnierze zarówno 1., jak i 2. batalionu 5 Pułku Kawalerii, wspierani przez kompanię z 70. batalionu czołgów, zaatakowali wzgórze 303, ale ciężki ostrzał nieprzyjacielskich moździerzy zatrzymał ich na skraju Waegwan. W godzinach porannych amerykańska artyleria gęsto ostrzeliwała pozycje północnokoreańskie na wzgórzu. Przez cały ranek 17 sierpnia strażnicy jeńców prowadzili wymianę ognia z żołnierzami amerykańskimi, próbującymi uratować swoich kolegów. Około godziny 12:00 oddział przetrzymujący Amerykanów umieścił ich w parowie na wzgórzu ze słabą kompanią liczącą 50 strażników. W ciągu dnia do grupy dodano jeszcze kilku jeńców, tak że liczba Amerykanów uwięzionych na wzgórzu 303 zwiększyła się do 45. Jeden z ocalałych oszacował, iż łączna liczba jeńców wyniosła 67, lecz pozostałą część wziętych do niewoli rozstrzelano 15 lub 16 sierpnia.

### Egzekucja
17 sierpnia o godzinie 14:00 miał miejsce nalot sił ONZ, w czasie którego zaatakowano wzgórze napalmem, bombami konwencjonalnymi, rakietami i ogniem z działek. W tym czasie oficer północnokoreański poinformował swoich żołnierzy, że Amerykanie zbliżają się do nich i nie można już dalej przetrzymywać jeńców. Oficer rozkazał otworzyć ogień do jeńców, po czym żołnierze rozstrzelali klęczących Amerykanów, którzy odpoczywali w żlebie. Jeden ze schwytanych później żołnierzy komunistycznych powiedział, że w egzekucji uczestniczyli wszyscy lub większość z 50 strażników, ale niektórzy z ocalałych zeznali, że tylko 14 strażników, dowodzonych przez ich podoficerów, strzelało do nich z pistoletów maszynowych PPSz. Zanim wszyscy żołnierze północnokoreańscy opuścili ten obszar, niektórzy wrócili do wąwozu i dobili ocalałych z masakry. Tylko czterech lub pięciu żołnierzy z tej grupy przeżyło, ukrywając się pod ciałami zamordowanych kolegów. W sumie w wąwozie zginęło 42 amerykańskich jeńców. Większość z nich, 26, służyło w plutonie moździerzy, ale wśród nich byli także jeńcy schwytani w innych miejscach.
Amerykańskie naloty i ostrzał artyleryjski zepchnęły siły komunistyczne ze wzgórza. Po uderzeniu o godzinie 15:30 piechota zaatakowała wzniesienie nie napotykając oporu i zabezpieczyła je do godziny 16:30. Artyleria i samoloty zabiły i zraniły około 500 żołnierzy północnokoreańskich na wzgórzu 303, a ci, którzy przeżyli, uciekli w  nieładzie. Dwie osoby z tych, które przeżyły masakrę, schodziły ze wzgórza, by spotkać się z odsieczą i zostały omyłkowo ostrzelane, zanim ustalono ich tożsamość, ale nie zostały trafione. 5 Pułk Kawalerii szybko odkrył ciała jeńców z ranami postrzałowymi i rękami wciąż związanymi za plecami.
Tej nocy, niedaleko Waegwan, ogień przeciwpancerny sił północnokoreańskich trafił i zniszczył dwa czołgi 70. batalionu czołgów. Następnego dnia, 18 sierpnia, wojska amerykańskie znalazły ciała sześciu członków załogi czołgów, wskazujące na to, że zostali schwytani i straceni w taki sam sposób, jak jeńcy na wzgórzu 303.

## Następstwa

### Reakcja dowództwa amerykańskiego
Incydent na wzgórzu 303 skłonił dowódcę sił ONZ, gen. Douglasa MacArthura, do nadania audycji radiowej adresowanej do dowództwa Koreańskiej Armii Ludowej 20 sierpnia, w której potępił zbrodnię na wzgórzu 303. Siły Powietrzne USA zrzuciły wiele ulotek nad terytorium wroga, skierowanych do dowódców północnokoreańskich. MacArthur zażądał w nich osądzenia  dowódców wojskowych wroga za tę masakrę i wszelkie inne zbrodnie wojenne: 

Bezradność z waszej strony i ze strony waszych starszych dowódców polowych w wywiązywaniu się z tego poważnego i powszechnie uznanego obowiązku dowództwa [opieki nad jeńcami wojennymi] może być interpretowana tylko jako usprawiedliwienie i zachęta do takiego oburzenia, przez które, jeśli nie ukarzecie winnych zbrodni, pociągnę was i waszych dowódców do odpowiedzialności karnej zgodnie z prawem wojennym

Incydent na wzgórzu 303 był tylko jednym z serii zbrodni, o które siły amerykańskie oskarżyły żołnierzy północnokoreańskich. Pod koniec 1953 roku Komisja Senatu Stanów Zjednoczonych ds. Operacji Rządowych, kierowana przez Josepha McCarthy'ego, przeprowadziła dochodzenie w sprawie około 1800 zgłoszonych przypadków zbrodni wojennych jakie miały być popełnione podczas wojny koreańskiej. Masakra na wzgórzu 303 była jedną z pierwszych zbadanych. Osoby, które przeżyły tę zbrodnię, zostały wezwane do złożenia zeznań przed komisją, a rząd Stanów Zjednoczonych stwierdził, że Koreańska Armia Ludowa naruszyła postanowienia Konwencji genewskiej i potępił jej działania.

### Reakcja dowództwa północnokoreańskiego

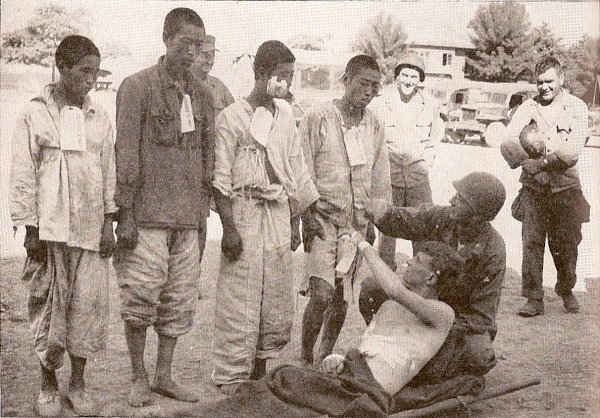
Identyfikacja sprawców zbrodni przez ocalałego

Historycy zgadzają się, że nie ma dowodów na to, iż naczelne dowództwo Koreańskiej Armii Ludowej sankcjonowało rozstrzeliwanie więźniów we wczesnej fazie wojny. Uważa się, że masakra na wzgórzu 303 i podobne okrucieństwa zostały dokonane przez „niekontrolowane, małe jednostki, przez mściwych, lokalnych dowódców lub z powodu niekorzystnych i coraz bardziej desperackich sytuacji [na polu walki], w obliczu których stawali oprawcy”. Theodore Fehrenbach, historyk wojskowości, napisał w swojej analizie tego wydarzenia, że żołnierze północnokoreańscy, którzy popełnili te zbrodnie, byli prawdopodobnie przyzwyczajeni do torturowania i egzekucji jeńców z powodu dziesięcioleci brutalnych rządów japońskiego okupanta aż do zakończenia II wojny światowej.
28 lipca 1950 roku gen. Lee Yong Ho, dowódca północnokoreańskiej 3 Dywizji, przekazał rozkaz dotyczący traktowania jeńców wojennych, podpisany przez naczelnego dowódcę Koreańskiej Armii Ludowej Choi Yong-kunu i dowódcę frontowej kwatery głównej Kim Chaeka, który stwierdził, że zabijanie jeńców wojennych jest „surowo zabronione”. Nakazał on sekcjom polityczno-wychowawczym poszczególnych jednostek, aby informowały żołnierzy o tym rozkazie.
Dokumenty przechwycone po tym wydarzeniu wskazywały, że przywódcy Koreańskiej Armii Ludowej byli świadomi i zaniepokojeni postępowaniem niektórych swoich żołnierzy. Rozkaz wydany przez sekcję polityczno-wychowawczą 2 Dywizji z 16 sierpnia stwierdzał częściowo: „Niektórzy z nas nadal mordują nieprzyjacielskich żołnierzy, którzy chcą się poddać. Dlatego obowiązek nauczenia żołnierzy brania jeńców wojennych i odpowiedniego ich traktowania spoczywa na sekcji polityczno-wychowawczej każdej jednostki”.

## Pamięć

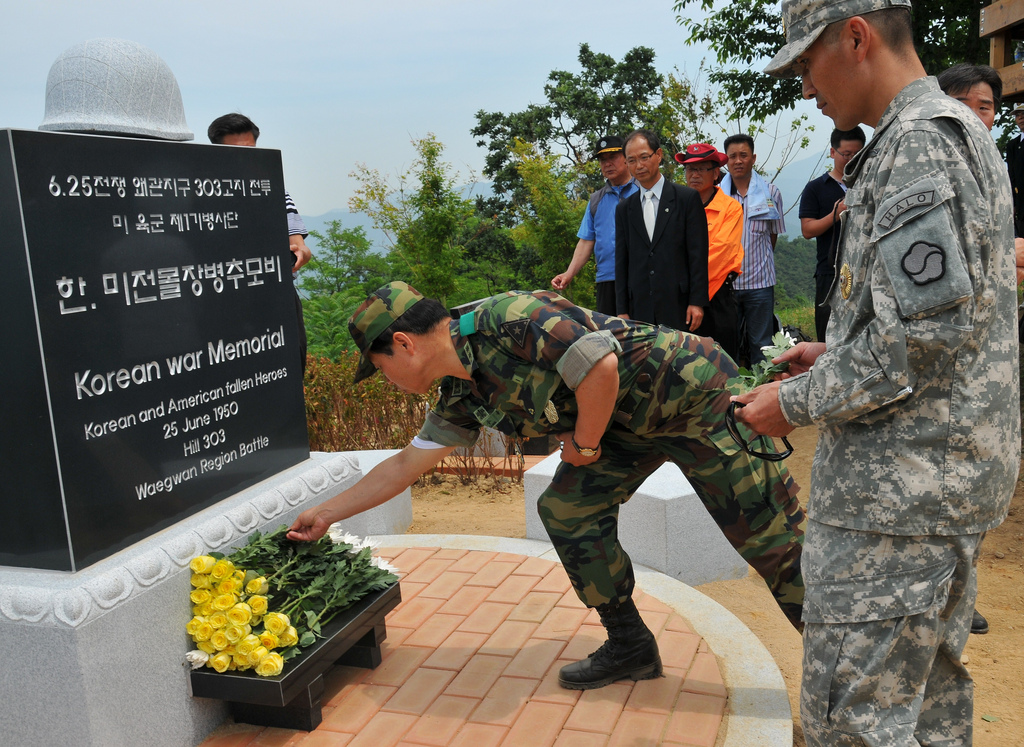
Żołnierze amerykańscy i południowokoreańscy składają róże u stóp pomnika ustanowionego na wzgórzu 303

Historia zbrodni na wzgórzu 303 szybko przyciągnęła uwagę amerykańskich mediów, a relacje osób, które przeżyły, spotkały się z dużym zainteresowaniem, opublikowano je w czołowych magazynach, takich jak Time i Life. Po wojnie koreańskiej armia amerykańska utworzyła stały garnizon w Camp Carroll pod Waegwan, u podstawy wzgórza 303. Masakra została w dużej mierze zapomniana, dopóki por. David Kangas nie przeczytał o zbrodni w książce South to the Naktong, North to the Yalu podczas swojej służby w Camp Carroll w 1985 roku i po sprawdzeniu informacji w różnych źródłach amerykańskich i lokalnych zdał sobie sprawę, że miejsce masakry jest nadal nieznane. Zdobył raporty bitewne z National Archives, aby określić dokładną lokalizację, a następnie zaczął szukać pozostałych ocalałych. Pierwszy pomnik zamordowanych jeńców wojennych ustawiono w 1990 roku przed kwaterą główną garnizonu, chociaż Kangas nie odnalazł żadnego z ocalałych Amerykanów aż do 1991. W 1999 roku szeregowcy Fred Ryan i Roy Manring, dwóch z trzech ocalałych jeńców wojennych, zostali zaproszeni na ceremonię w miejscu egzekucji. Ryanowi i Manringowi, a także Jamesowi Ruddowi, trzeciemu jeńcowi, który przeżył, od dawna odmawiano dodatku do emerytury dla rannych w akcji za poważne obrażenia odniesione podczas egzekucji, ponieważ nigdy nie zostali oficjalnie uznani przez armię amerykańską za jeńców wojennych. Później garnizon w Camp Carroll zebrał fundusze na budowę znacznie większego pomnika w miejscu masakry na wzgórzu 303. Południowokoreańskie wojsko i cywile z Waegwan o okolic wsparli pieniędzmi z dobrowolnych składek budżet budowy pomnika. Monument stanął na wzgórzu 17 sierpnia 2003 roku. W 2009 roku żołnierze amerykańskiej 501 Brygady Uzupełnień zaczęli zbierać fundusze na budowę drugiego, większego pomnika na wzgórzu. Z pomocą południowokoreańskich weteranów, polityków i lokalnych mieszkańców, drugi pomnik został przeniesiony na szczyt wzgórza przez amerykański helikopter CH-47 Chinook 26 maja 2010 roku, w ramach przygotowań do 60. rocznicy zbrodni. Co roku na wzgórzu odbywa się nabożeństwo żałobne w celu upamiętnienia śmierci żołnierzy na wzgórzu 303. W ramach corocznych uroczystości żołnierze stacjonujący w Camp Carroll wchodzą na wzgórze i składają kwiaty pod pomnikiem.